# Cầu Tô Châu
Cầu Tô Châu là một cây cầu bắc qua sông Giang Thành trên Quốc lộ 80 tại thành phố Hà Tiên, tỉnh Kiên Giang, Việt Nam.
Cầu nằm ở cửa ngõ thành phố Hà Tiên và đồng thời là tuyến đường bộ duy nhất hiện nay để vào trung tâm thành phố. Trước khi cầu được xây dựng, giao thông hai bờ chủ yếu được kết nối qua một cây cầu phao nằm tại vị trí công viên Trần Hầu hiện nay.
Cầu Tô Châu có chiều dài 548 m, chiều rộng 12 m, được hoàn thành và đưa vào sử dụng từ năm 2003.